# Кадыралиев, Казакбай
Казакба́й Кадырали́ев (кирг. Казакбай Кадыралиев; 1881 год, с. Дыйкан — 1956 год, с. Дыйкан, Ат-Башинский район, Тянь-Шанская область, Киргизская ССР) — старший табунщик колхоза «Кызыл-Дыйкан» Атбашинского района Тянь-Шаньской области, Киргизская ССР. Герой Социалистического Труда (1949).

## Биография
Родился в 1881 году в крестьянской семье в селе Дыйкан (ныне — Ат-Башинский район Нарынской области).
С 1930-х годов трудился пастухом в сельскохозяйственной артели «Кызыл-Дыйкан» (позднее — колхоз «Дыйкан») Ат-Башинского района. С 1943 года возглавлял бригаду коневодов этого же колхоза.
В 1948 году бригада Казакбая Кадыралиева вырастила 50 жеребят от 50 кобыл. Указом Президиума Верховного Совета СССР от 29 июля 1949 года удостоен звания Героя Социалистического Труда с вручением ордена Ленина и золотой медали «Серп и Молот».
После выхода на пенсию проживал в родном селе, где скончался в 1956 году.
Награды
- Орден Ленина